# Quadrívium
El quadrívium o quadrivi (del llatí quadrivium, 'quatre vies'; plural: quadrivia) tracta dels quatre temes, o arts, ensenyats després d'ensenyar el Trivium.
La paraula és llatina, que significa «quatre vies», i s'utilitza als quatre temes que han estat atribuïts a Boeci o Cassiodor al segle vi. Junts, el trivi i el quadrívium comprenien les set arts liberals (basades en les habilitats del pensament), tan distingides de les arts pràctiques (com la medicina i l'arquitectura).
El quadrívium consistia en aritmètica, geometria, música i astronomia. Aquest va seguir el treball preparatori del trivi, que consistia en gramàtica, lògica i retòrica. Al seu torn, el quadrívium va ser considerat el treball preparatori per a l'estudi de la filosofia (de vegades anomenat «art liberal per excel·lència») i la teologia.
Va ésser especialment aquesta branca de coneixement la que va rebre més impuls amb els múltiples contactes dels monestirs catalans amb l'islam; un clar exemple es troba en els avançats estudis matemàtics que Gerbert d'Orlhac va portar a terme amb el bisbe Ató de Vic durant la seva estada a Catalunya. A través de l'islam es van conèixer els treballs de Maslama sobre l'astrolabi, l'establiment de les taules astronòmiques, l'ús de les xifres àrabs i del zero i es van ampliar els coneixements sobre àlgebra en el món cristià. Els nous coneixements van facilitar i millorar l'estudi de la geometria, l'aritmètica i l'astronomia en els diferents centres d'ensenyament.

## Orígens
Aquests quatre estudis componen la part secundària del currículum descrit per Plató a La República, i es descriuen en el setè llibre d'aquest treball (en l'ordre aritmètica, geometria, astronomia i música). Plató evoca un acostament entre aquestes ciències: la ciència dels nombres, la geometria plana, la geometria dels sòlids, i la ciència dels objectes mòbils. Parla d'astronomia i harmònica com a «ciències germanes», explicant que l'astronomia està feta per als ulls com a harmònica per a l'audició. Relata l'harmonia de les esferes amb les òrbites celestes.
Un fragment conservat del pitagòric Arquites de Tàrent (cap a 360 a.C) testifica l'existència d'aquesta idea en l'ensenyament de Pitagores. Fragment 1 d'Arquites:
| «                                                           | Els matemàtics, al meu entendre, són bons per discernir i comprendre (i això no és sorprenent) de la naturalesa de cada cosa (...). A més, tocant la velocitat de les estrelles, el seu ascens i configuració, ens van donar un coneixement clar, així com una geometria plana, aritmètica i esfèrica, sense oblidar la música. Per a aquestes ciències semblen germans, ja que tracten les dues primeres formes d'ésser, que són germanes. | » |
| — Porfiri, Comentari sobre els harmònics de Claudi Ptolemeu | |   |

Com Procle va escriure:
| « | Els pitagòrics consideraven que totes les ciències matemàtiques es dividien en quatre parts: una meitat marcava quant a la quantitat, l'altra meitat amb magnitud; i cadascuna d'elles posava com a doble. Es pot considerar una quantitat pel que fa al seu caràcter per si mateix o en la seva relació amb una altra quantitat, magnituds ja sigui estacionàries o en moviment. L'aritmètica, llavors, estudia les quantitats com a tal, la música les relacions entre quantitats, la magnitud geomètrica en repòs, la magnitud esfèrica [astronomia] inherentment en moviment. | » |

El quadrívium està implícit en els primers escrits pitagòrics i en els De nuptiis de Martianus Capella, encara que el terme «quadrivi» no va ser utilitzat fins a Boeci, a principis del segle vi, que crea el concepte de «quadrivium» (o quadruumum per mantenir el grafisme de Boeci). Aquest terme (que literalment significa «quatre vies») potser s'inspira en una expressió de Nicòmac Gerasè (la seva font essencial per a les ciències matemàtiques), que va parlar de τέσσαρες μέθοδοι, és a dir, les «quatre ciències», però amb el joc etimològic sobre μέθοδος, el significat principal del qual és «via» o «camí».

## Ús medieval
Durant el Renaixement carolingi del segle viii, Beda el Venerable el va incloure, juntament amb el trivi (disciplines que anomenaríem literàries: gramàtica, retòrica, dialèctica), en les set arts liberals que es van introduir als monestirs.
Durant la invasió dels vikings, sarraïns i hongaresos (820-920), la desorganització dels monestirs va provocar un oblit gairebé total del quadrivi.
Va ser el monjo Gerbert d'Aurillac (v. 945 / 950-1003) qui va tornar a introduir el quadrívium a les escoles urbanes d'Occident, després d'haver-lo après en un monestir de Catalunya. Aquesta regió estava en contacte amb la civilització islàmica, després en ple desenvolupament, i es prestava bé als intercanvis culturals. Gerbert d'Aurillac es va convertir en Papa sota el nom de Silvestre II. Va ser el Papa de l'any mil.
El monjo Birtferth, al voltant de l'any mil, va pensar que el còmput (el càlcul de les festes mòbils) era una ciència complexa, que es basava en dues disciplines del trivi i dues disciplines del quadrivi.
En moltes universitats medievals, aquest hauria estat el curs de Magister Artium. Després del màster, l'estudiant podia ingressar a graus de batxillerat de les facultats superiors (teologia, medicina o dret). L'estudi era eclèctic, s'aproximava als objectius filosòfics que es buscava considerant-lo des de cada aspecte del quadrívium dins de l'estructura general demostrada per Procle (412-485), a saber, aritmètica i música, d'una banda, i la geometria i la cosmologia, de l'altra. El tema de la música dins del quadrívium era originalment el tema clàssic dels harmònics, en particular l'estudi de les proporcions entre els intervals musicals creats per la divisió d'un monocord. Una relació amb la música com es practicava realment no era part d'aquest estudi, però el marc de harmònics clàssics influiria substancialment en el contingut i l'estructura de la teoria de la música com es practicava tant a les cultures europees com a les islàmiques.

## Ús modern
En les aplicacions modernes de les arts liberals com a currículum en universitats o colleges, es pot considerar que el quadrívium és l'estudi del nombre i la relació amb l'espai o el temps: l'aritmètica era un nombre pur, la geometria era un nombre en l'espai, la música era un nombre en el temps, i l'astronomia era un nombre en l'espai i el temps. Morris Kline va classificar els quatre elements del quadrívium com a pur (aritmètica), estacionari (geometria), moviment (astronomia), i nombre aplicat (música).
Aquest esquema es denomina de vegades «educació clàssica», però és més precisament un desenvolupament del renaixement del segle XII-XIII amb elements clàssics recuperats, més que un creixement orgànic dels sistemes educatius de l'antiguitat. El terme segueix sent utilitzat pel moviment educatiu clàssic i en l'escola independent Oundle, al Regne Unit.